# Keetie van Oosten-Hage
Cornelia van Oosten-Hage –conhecida como Keetie van Oosten-Hage– (nascida como Cornelia Hage, Sint-Maartensdijk, 21 de agosto de 1949) é uma desportista holandesa que competiu no ciclismo nas modalidades de estrada e pista.
Ganhou oito medalhas no Campeonato Mundial de Ciclismo em Estrada entre os anos de 1966 e 1978.
Em pista obteve dez medalhas no Campeonato Mundial de Ciclismo em Pista entre os anos 1968 e 1979, todas na prova de perseguição individual.

## Medalheiro internacional

### Ciclismo em estrada
| Campeonato Mundial | Campeonato Mundial                | Campeonato Mundial | Campeonato Mundial |
| Ano                | Lugar                             | Medalha            | Competição         |
| ------------------ | --------------------------------- | ------------------ | ------------------ |
| 1966               | Nürburgring ( Alemanha Ocidental) | Medalha de prata   | Estrada            |
| 1968               | Imola ( Itália)                   | Medalha de ouro    | Estrada            |
| 1971               | Mendrisio ( Suíça )               | Medalha de bronze  | Estrada            |
| 1973               | Barcelona ()                      | Medalha de prata   | Estrada            |
| 1974               | Montreal ( Canadá)                | Medalha de bronze  | Estrada            |
| 1975               | Yvoir ( Bélgica)                  | Medalha de bronze  | Estrada            |
| 1976               | Ostuni ( Itália)                  | Medalha de ouro    | Estrada            |
| 1978               | Nürburgring ( Alemanha Ocidental) | Medalha de prata   | Estrada            |

### Ciclismo em pista
| Campeonato Mundial | Campeonato Mundial            | Campeonato Mundial | Campeonato Mundial     |
| Ano                | Lugar                         | Medalha            | Competição             |
| ------------------ | ----------------------------- | ------------------ | ---------------------- |
| 1968               | Montevideo ( Uruguai)         | Medalha de bronze  | Perseguição individual |
| 1969               | Brno ( Tchecoslováquia)       | Medalha de bronze  | Perseguição individual |
| 1971               | Varese ( Itália)              | Medalha de prata   | Perseguição individual |
| 1972               | Marselha ( França)            | Medalha de prata   | Perseguição individual |
| 1973               | San Sebastián ()              | Medalha de prata   | Perseguição individual |
| 1974               | Montreal ( Canadá)            | Medalha de bronze  | Perseguição individual |
| 1975               | Rocourt ( Bélgica)            | Medalha de ouro    | Perseguição individual |
| 1976               | Monteroni di Lecce ( Itália)  | Medalha de ouro    | Perseguição individual |
| 1978               | Munique ( Alemanha Ocidental) | Medalha de ouro    | Perseguição individual |
| 1979               | Amsterdã ( Países Baixos)     | Medalha de ouro    | Perseguição individual |